# SN 2004ex
SN 2004ex – supernowa typu IIb odkryta 11 października 2004 roku w galaktyce NGC 182. W momencie odkrycia miała maksymalną jasność 17,70m.